# سارميدي
سارميدي (بالإيطالية: Sarmede)‏ هي بلدية في مقاطعة تريفيزو بمنطقة فنيتة، شمال إيطاليا. تقع على بعد 60 كيلومترًا (37 ميلًا) شمال مدينة البندقية، و35 كيلومترًا (22 ميلًا) شمال شرق تريفيزو.